# Maggiori leghe sportive professionistiche negli Stati Uniti d'America e in Canada
Le maggiori leghe sportive professionistiche negli Stati Uniti d'America e in Canada sono il più alto livello degli sport di squadra nei due paesi nordamericani.
Le quattro massime leghe per giro d'affari e numero di spettatori, note anche come big four, sono la National Football League (NFL), la Major League Baseball (MLB), la National Basketball Association (NBA), e la National Hockey League (NHL).
Esistono inoltre altre leghe professionistiche che non sono incluse tra le big four, tra cui la Major League Soccer (MLS), la Major League Rugby (MLR), la Canadian Football League (CFL), la Indoor Football League (IFL), la National Lacrosse League (NLL), Major League Lacrosse (MLL), la Women's National Basketball Association (WNBA) e la National Women's Hockey League (NWHL).
Le "Major leagues" si distinguono dalle Minor leagues o leghe minori: esse consistono nelle divisioni inferiori della gerarchia sportiva, paragonabili alle Serie B o campionati giovanili europei con un'importante differenza: diversamente dalle altre leghe sportive del mondo, a eccezione delle leghe australiane, quelle negli Stati Uniti e in Canada non usano il sistema della promozione e retrocessione: le loro strutture sono piuttosto caratterizzate dall'uso delle franchigie a sistema chiuso. 
Esistono infine le Amateur leagues, campionati dilettantistici nelle quali gli atleti non percepiscono un salario.
Il termine major league venne per la prima volta usato nel 1921 in riferimento alla Major League Baseball, il più alto livello del baseball americano, e, per molti anni major leagues o the majors furono termini riferiti esclusivamente al baseball. Da notare che il termine "major league" è limitato agli sport di squadra, sebbene alcuni sport individuali come il golf, tennis e le gare automobilistiche siano molto popolari, con PGA, ATP, WTA, Indycar, e NASCAR.

## Le quattro grandi
Le quattro più importanti leghe maggiori nordamericane, percepite non solo dal pubblico statunitense e canadese, ma anche a livello planetario, sono:
- La National Football League (32 squadre nel 2007, fondata nel 1920). La NFL assorbì in parte, la All-America Football Conference nel 1949 e la American Football League nel 1970.
- Major League Baseball (30 squadre nel 2007, nascenti leghe cooperarono già nel 1903). La MLB si divide in American League (fondata nel 1901) e la National League (fondata nel 1876). Le due leghe sono fuse a livello organizzativo e condividono un'unica commissione dal 1920.
- La National Basketball Association (30 squadre nel 2007, fondata come Basketball Association of America nel 1946). La NBA adottò l'attuale denominazione nel 1949, quando la BAA assorbì in parte la lega rivale National Basketball League. L'altra rivale la American Basketball Association si fuse nella NBA nel 1976.
- La National Hockey League (32 squadre nel 2021, fondata nel 1917). La NHL assorbì in parte la rivale World Hockey Association nel 1979.

Le quattro leghe citate precedentemente sono quelle comunemente dette le "Top Four" le "Big Four". Fino al 2005, ognuna delle maggiori metropoli statunitensi aveva almeno una squadra nelle quattro grandi.
Le quattro maggiori leghe conseguono introiti molto superiori a quelli delle leghe minori, e i migliori giocatori possono diventare icone culturali per decine di milioni di nordamericani perché le quattro grandi leghe godono di un posto dominante nella cultura popolare degli Stati Uniti e del Canada.
In termini generali di ricavi, la NFL, la MLB e la NBA (nel seguente ordine) sono classificate come le tre leghe sportive più ricche al mondo. Al quarto posto troviamo la prima lega sportiva europea: la Premier League inglese. Il quinto posto è occupato dalla NHL.

## Altre leghe maggiori

### Major League Soccer (MLS)
Il calcio (conosciuto come "soccer") è un gigante nella partecipazione sportiva (specialmente tra i ragazzini) ed ha già raggiunto un buon livello di popolarità. La MLS fu fondata nel 1996, poco dopo i campionati mondiali di USA 1994; nel primo anno della lega, con un massiccio interesse, fece ben sperare per ulteriori sviluppi, però negli anni successivi era già in declino. Dopo il periodo di decadenza la MLS, dal 2006, sta sperimentando un nuovo periodo di crescita e di espansione, grazie anche alla firma di David Beckham e di altre stelle del calcio per franchigie americane. Inoltre si ha una maggiore copertura televisiva con la ESPN, la HDNet, Fox Soccer Channel, e Univision (Telefutura) che forniscono i diritti alla lega per la prima volta. Per di più la MLS ha iniziato a far costruire stadi specifici per il calcio. Ad oggi 28 squadre partecipano al campionato e ulteriori 2 si uniranno alla lega nei prossimi anni.

### Canadian Football League (CFL)
La Canadian Football League è il più alto livello del football canadese e la seconda lega sportiva più popolare in Canada dopo la NHL. La media di pubblico per partita, ne fa la sesta lega nel mondo e la terza in Nordamerica. Il trofeo della CFL, la Grey Cup, fu per la prima volta assegnato nel 1909 ed ha una ricca storia comparabile alla Stanley Cup della NHL. Al 2022 la lega conta 9 squadre.
La CFL venne fondata nel 1958, ma la maggior parte delle squadre competeva nelle due leghe preesistenti nel decennio precedente. Fu solo nel 1981 che quelle organizzazioni si dissolsero (conosciute come la Eastern e la Western Football Conference) nella CFL. Sette squadre hanno militato nella stessa città in modo continuativo fin dal 1954, o anche prima. Le più antiche squadre (Hamilton e Toronto) traggono le loro origini addirittura tra gli anni Sessanta e Settanta dell'Ottocento.
La CFL non è molto popolare tra i fan del football americano data la sua prossimità e la sua somiglianza alla NFL, la lega più ricca al mondo. La prima fonte di disparità di incassi tra la CFL e la NFL è la differenza di contratti televisivi (il mercato televisivo degli Stati Uniti è dieci volte più grande di quello canadese). Tuttavia, le squadre CFL giocano in un campo più grande e con regole differenti rispetto alla NFL, e come risultato porta un diverso tasso di talento, nel quale la velocità è più valutata della stazza.

### Indoor Football League (IFL)
L'Indoor Football League è il più alto livello dell'indoor/arena dopo il fallimento dell'Arena Football League. Fondata nel 2008 dall'unione 
tra l'Intense Football League e la United Indoor Football League, la lega negli anni si è stabilizzata e si è espansa in varie città degli Stati Uniti. Le squadre giocano negli stessi palazzetti usati dall'NBA o dall'NHL. Al 2022 la lega conta 15 squadre.

### Premier Lacrosse League (PLL) / National Lacrosse League (NLL)
La Premier Lacrosse League e la National Lacrosse League sono altre leghe maggiori in Nord America. Benché non abbiano raggiunto il livello di successo della MLS, recentemente hanno avuto molto successo. La PLL è una lega outdoor che partì nel 2019 ed è molto più giovane rispetto alla NLL. Nel 2020 si è fusa con la Major League Lacrosse. Le partite della PLL si giocano prevalentemente in stadi e su base itinerante, senza che nessuna delle squadre partecipanti abbia un'affiliazione a una determinata città. Dall'altra parte, la NLL è una lega indoor, che è più anziana della PLL e i match si svolgono in palazzetti dello sport.

## Caratteristiche delle major leagues

### Stabilità delle franchigie
Tutte le quattro maggiori leghe rivelano la stabilità della maggior parte delle franchigie. Nessuna squadra delle "big four" ha collassato, in senso finanziario, in decenni di storia, nonostante qualcuna di esse abbia traslocato da una città all'altra. Da tener presente che in tempi più lontani, molte franchigie collassarono, ma in anni più recenti, quando le quattro grandi si sono stabilizzate, tale evento è diventato sempre più una rarità.
Le maggiori leghe nordamericane sono differenti rispetto alla stragrande maggioranza di quelle del resto del mondo, dato che non esiste un sistema di promozioni e retrocessioni. Le stesse squadre competono ogni anno. Le peggiori squadre non vengono retrocesse in un secondo livello. Anzi, le peggiori squadre vengono, in un certo senso "ricompensate", poiché alla fine della stagione hanno la precedenza nella scelta ai Draft dell'anno successivo.
Il più recente fallimento di una franchigia delle quattro leghe risale al 1955 con gli originali Baltimore Bullets, mentre l'ultima squadra a cessare le sue operazioni furono i Cleveland Barons (ex California Golden Seals), che si fusero nei Minnesota North Stars (ora Dallas Stars) nel 1978, dopo due anni dal trasferimento in Ohio dalla California. L'ultima squadra NHL a fallire furono i New York Americans nel 1942. La NBA e la NHL si fusero con leghe "rivali" negli anni settanta. Durante queste fusioni, solo quattro franchigie, delle leghe rivali, rispettivamente la American Basketball Association e la World Hockey Association, sopravvissero, le altre invece chiusero i battenti. L'ultima squadra della NFL a fallire fu i Dallas Texans nel 1952. Nessuna squadra MLB fallì dal 1899, quando quattro leghe cessarono di esistere.
Le quattro grandi leghe si sono espanse negli ultimi decenni ed attualmente hanno 30, o nel caso della NFL e della NHL, 32 squadre. Le ultime squadre ad arrivare nelle leghe maggiori, furono i Charlotte Bobcats, che fecero ingresso nella NBA nel 2004, nella NFL gli Houston Texans nel 2002, nella NHL i Seattle Kraken nel 2021 e nella MLB gli Arizona Diamondbacks e i Tampa Bay Rays.
Le ultime franchigie arrivate hanno dovuto sborsare una consistente cifra di denaro per guadagnare il diritto di entrata. Gli Houston Texans hanno pagato 700 milioni di dollari per far parte nella NFL. I Charlotte Bobcats si impegnarono per 300 milioni per entrare nella NBA. I Diamondbacks e i Devil Rays spesero $130 milioni per far parte della MLB mentre i Seattle Kraken hanno pagato 650 milioni per arrivare nella NHL.
Molti analisti pensano che 30 squadre sia il numero ottimale per una major league. Tuttavia ulteriori espansioni sono incerte, specialmente per quanto riguarda la NFL che è arrivata a contare 32 squadre. Benché le nuove franchigie siano tenute a pagare un enorme onorario, più squadre entrano in una lega più gli incassi di ciascuna squadra tendono a diminuire. Anche se ampie fette di mercato, inteso come zone, rimangono senza una squadra, le quattro leghe sono vicine al numero di saturazione dato che ulteriori nuove franchigie possono peggiorare la qualità dello spettacolo sportivo, nonché diminuire i proventi dalla vendita dei diritti televisivi.

#### CFL
La Canadian Football League (CFL), in francese Ligue canadienne de football (LCF), è una lega sportiva professionistica del Canada, nella quale viene giocato il football canadese ai massimi livelli. Le sue nove squadre, ubicate in altrettante città, sono divise in due divisioni (Est e Ovest). La stagione regolare si disputa da metà giugno agli inizi di novembre. Ogni squadra gioca diciotto partite. Dopo la regular season, sei squadre disputano i playoff, che culmina con l'assegnazione della Grey Cup a fine novembre, il maggior evento sportivo canadese. La CFL, fondata ufficialmente nel 1958, trae le sue origini agli anni 1860.
Benché l'hockey su ghiaccio sia lo sport più popolare in Canada, la CFL lo è altrettanto nel Québec e nelle province occidentali. Nell'Ontario meridionale, la CFL si sta riprendendo dopo il caso di bancarotta che distrusse le squadre di Toronto e Hamilton nel 2003; dopo essere passate sotto nuovi proprietari, hanno aumentato il loro pubblico. I Lions hanno visto una recente ripresa di numero di tifosi, di cui molti lo attribuiscono al lavoro efficiente del management. I Lions competono con gli Edmonton Eskimos per il numero maggiore di pubblico; in media gli Eskimos hanno circa 40.000 spettatori per partita. I tifosi dei Saskatchewan Roughriders sono conosciuti per la loro lealtà alla squadra, dato che seguono i loro idoli nelle trasferte.

### Distribuzione delle franchigie

#### Stati Uniti
Le Major leagues tendono ad avere le loro franchigie solo nelle più grandi e popolose città. Infatti nelle metropoli, con almeno due milioni di abitanti si possono trovare una franchigia, o anche due, come nel caso di Los Angeles, con i Lakers e i Clippers nella NBA. Tuttavia ci sono delle eccezioni: nella NFL Los Angeles non ha avuto una franchigia dal 1995 al 2016; i Green Bay Packers, franchigia ubicata in una città di provincia, riescono a sopravvivere grazie alla lealtà dei suoi tifosi, o alla vicinanza con un grosso centro che funge da bacino di utenza (nel caso dei Packers, la città di Milwaukee. Altre franchigie di provincia scomparirono già prima del 1934.
Gli Utah Jazz sono situati nello Stato meno popoloso rispetto a qualsiasi altra squadra. Si trasferirono a Salt Lake City da New Orleans durante un turbolento periodo della storia della NBA e poco dopo il ritiro della franchigia ABA degli Utah Stars. Hanno avuto un forte supporto da una larga fascia di utenza priva degli altri sport maggiori.
Le leghe professionistiche come le conosciamo sono il risultato di una lunga evoluzione durata decenni tra la Guerra civile americana e la Seconda guerra mondiale, nel periodo in cui il treno era il principale mezzo di trasporto. Come risultato la maggior parte delle squadre delle leghe sono concentrate per lo più nel nordest degli USA, ossia in un raggio di approssimativamente una giornata di treno. Nessuna squadra della MLB esisteva a sud e a ovest di St. Louis; la NFL fu confinata nella zona dei Grandi Laghi e nel nordest, e agli inizi la NBA copriva la zona che andava dall'Iowa-Illinois a Boston. La NHL rimase confinata a sei città del nordest, dei Grandi Laghi e del Canada orientale, fino al 1967, benché squadre del Canada occidentale e del nordovest degli USA, all'epoca della precedente lega, negli anni dieci e venti, hanno conteso per la Stanley Cup nel finale di stagione. College, minor league e squadre amatoriali esistettero da costa a costa in tutti i quattro gli sport presi in considerazione, ma raramente giocarono fuori dalla loro regione.
Con il miglioramento dei mezzi di trasporto, la geografia degli sport professionistici cambiò. Con l'eccezione delle squadre di hockey dell'ovest, che competerono all'inizio del XX secolo, non ci furono squadre delle leghe maggiori nella zona occidentale fino alla fine della seconda guerra mondiale. La prima franchigia della costa pacifica furono i Los Angeles Rams, che emigrarono da Cleveland nel 1946. Lo stesso anno, nella All-America Football Conference iniziarono a giocare i Los Angeles Dons e i San Francisco 49ers. Per quanto riguarda il baseball non si estese ad ovest fino al 1958, quando si spostarono le due franchigie di New York. La NBA seguì la MLB con il trasferimento nel 1960 dei Lakers da Minneapolis a Los Angeles, mentre la NHL non avrebbe avuto una squadra occidentale fino al 1967. Con l'eccezione dei Los Angeles Kings, le prime franchigie della NHL negli USA occidentali e meridionali non ebbero successo, e tranne per i Kings, le altre dovettero emigrare.
Da allora, alcune franchigie migrarono nell'area della Sun Belt, come nelle città di Phoenix e di Dallas. La maggior parte delle zone degli USA sono rappresentate da almeno una franchigia, tuttavia ci sono città da più di un milione di abitanti che non sono rappresentati da nessuna squadra. Al 2006, la più grande area metropolitana senza una franchigia professionistica è l'Inland Empire in California, che è tuttavia adiacente all'area di Los Angeles.
La più popolosa città senza una franchigia del Big Four è invece Austin, che è situata a metà strada di un conglomerato di altre città quali Houston, San Antonio e Dallas, che, tutte quante, ospitano almeno una franchigia. Altre aree metropolitane, di una certa rilevanza alle quali manca una franchigia, si segnalano Hampton Roads, Louisville, El Paso e Omaha. Altri centri medio-grandi come Jacksonville, Nashville, Memphis, e Oklahoma City hanno avuto una loro franchigia solo a partire dagli anni 2000.
Tra le aree metropolitane senza una franchigia per un lungo periodo si è annoverato il centro di Las Vegas. Nonostante la crescita vertiginosa della città del Nevada, le quattro leghe sono state prudenti a collocare una franchigia in un centro noto per l'industria d'azzardo, che include tra l'altro, anche le scommesse sportive. Negli Stati Uniti, per un'organizzazione sportiva professionistica avere qualsiasi legame, percepito o reale, con interesse nell'azzardo è un tabù, almeno dopo uno scandalo nel 1919. Tutte le quattro leghe proibiscono alle loro squadre e al loro personale di avere qualsiasi tipo di contatto o associazione con interessi nell'azzardo, nonché qualsiasi legame tra sport professionistico ed azzardo. Inoltre, grazie all'abbondante quantità di intrattenimenti, per una franchigia che volesse trasferirsi a Las Vegas, le sarebbe difficile attrarre un largo, e stabile, numero di tifosi. La NBA organizzò l'All-Star game nel 2007 NBA All-Star Game a Las Vegas; a quel punto la lega di basket, visto il successo sembrava interessata a stabilire una franchigia. Nonostante ciò, David Stern disse che la città doveva avere un'arena più moderna, prima di ospitare un altro All-Star Game. Un fatto di cronaca che coinvolse un giocatore di football, Pacman Jones, ridusse le possibilità che Las Vegas ospitasse una franchigia di una delle quattro leghe professionistiche. Nonostante ciò, a partire dalla stagione 2020, las squadra NFL degli Oakland Raiders si è stabilita proprio a Las Vegas, assumendo il nome di Las Vegas Raiders.

#### Canada
Quando la WHA e la NHL si fusero, la NHL ereditò squadre delle aree metropolitane canadesi, che all'epoca erano di popolazione inferiore al milione di abitanti, Edmonton, Winnipeg e Québec City. La NHL in seguito aggiunse squadre ubicate a Calgary (con la ricollocazione di Atlanta) e Ottawa (tramite un'espansione). La popolarità dell'hockey su ghiaccio nella cultura canadese permise a queste franchigie di competere, almeno per qualche tempo, con squadre aventi un più largo bacino, finché negli anni 2000 le squadre di Winnipeg e Québec furono costrette a spostarsi negli USA. Le altre tre franchigie superstiti furono in grado di sopravvivere poiché il loro mercato si incrementò in modo rapido. Benché Calgary ed Edmonton rimangono i due più piccoli mercati televisivi delle quattro leghe, gli svantaggi sono compensati dalle due città dell'Alberta negli ultimi anni grazie al fatto che l'economia di questa zona è in rapida ascesa.
La prima squadra canadese della Major League Baseball furono i Montreal Expos, che iniziarono a giocare nel 1969 e furono una tra le più svantaggiose franchigie sportive. Diventarono così i Washington Nationals nel 2005. I Toronto Blue Jays, che iniziarono la loro attività nel 1977, hanno fatto molto meglio.
I Toronto Huskies furono tra i soci fondatori della NBA, ma durarono solo una stagione. La NBA ritornò a Toronto nel 1995 quando i Raptors si aggregarono alla lega. Lo stesso anno iniziarono a giocare i Vancouver Grizzlies, ma si trasferirono a Memphis nel 2001.
La NHL ha operato in entrambi i lati del confine americano-canadese già dal 1924 e ci furono forti club statunitensi ancora prima che la NHL venisse creata. Il primo club statunitense che giocò nella Stanley Cup furono i Portland Rosebuds della Pacific Coast Hockey League, che perse la serie del 1916 con i Montreal Canadiens (poi della National Hockey Association). L'anno seguente i Seattle Metropolitans conquistarono la Coppa. I Boston Bruins sono la più antica franchigia statunitense della lega, facendone parte fin dal 1924.
La NFL non ha mai tentato di entrare nel mercato canadese, lasciando perciò campo libero alla Canadian Football League. La CFL fu formata negli anni cinquanta dalla fusione di due preesistenti leghe. La CFL si espanse negli anni novanta negli USA, ma questa avventura fu un insuccesso, nonostante la squadra di Baltimora avesse attirato un pubblico numeroso ed avesse vinto una Grey Cup. Tra la CFL e la NFL è in atto una collaborazione nella quale la seconda presta dei soldi in cambio del rilascio di giocatori. Si è parlato anche della creazione di una franchigia NFL a Toronto.

#### Aree metropolitane con il maggior numero di franchigie
| New York City (11):       | New York Giants, New York Jets (NFL) New York Yankees, New York Mets (MLB) New York Knicks, Brooklyn Nets (NBA) New York Rangers, New York Islanders, New Jersey Devils (NHL) New York Red Bulls, New York City (MLS)     |
| Los Angeles (10):         | Los Angeles Rams, Los Angeles Chargers (NFL) Los Angeles Dodgers, Los Angeles Angels (MLB) Los Angeles Lakers, Los Angeles Clippers (NBA) Los Angeles Kings, Anaheim Ducks (NHL) Los Angeles Galaxy, Los Angeles FC (MLS) |
| Washington/Baltimora (7): | Washington Football Team, Baltimore Ravens (NFL) Washington Nationals, Baltimore Orioles (MLB) Washington Wizards (NBA) Washington Capitals (NHL) D.C. United (MLS)                                                       |
| San Francisco (6):        | San Francisco 49ers San Francisco Giants, Oakland Athletics (MLB) Golden State Warriors (NBA) San Jose Sharks (NHL) San Jose Earthquakes (MLS)                                                                            |
| Chicago (6):              | Chicago Bears (NFL) Chicago Cubs, Chicago White Sox (MLB) Chicago Bulls (NBA) Chicago Blackhawks (NHL) Chicago Fire (MLS)                                                                                                 |
| Boston (5):               | New England Patriots (NFL) Boston Red Sox (MLB) Boston Celtics (NBA) Boston Bruins (NHL) New England Revolution (MLS) |
| Miami (5):                | Miami Dolphins (NFL) Miami Marlins (MLB) Miami Heat (NBA) Florida Panthers (NHL) Inter Miami CF (MLS) |

### Restrizioni alle proprietà
Tutte le quattro leghe hanno strette regole riguardo alla possibilità di divenire proprietario di una squadra. Per prevenire la percezione di essere in un conflitto di interesse, le leghe non permettono agli affiliati di possedere più di una franchigia. La Major League Soccer non è stata in grado di adottare questo tipo di struttura: la MLS opera come singola entità e per interesse della sua stabilità è stata costretta a permettere a qualche appassionato del "soccer" di possedere più di una franchigia, almeno per ora. Comunque c'è solo un'eccezione alla regola. Un altro caso anomalo: nel 2001 la MLB acquisì i Montreal Expos dai proprietari. In seguito la lega trasferì la franchigia a Washington, D.C. (ora conosciuta come i Nationals), ma restò sempre di proprietà delle altre 29 franchigie. Nel maggio 2006 la squadra venne venduta ad un gruppo locale capeggiato da Theodore N. Lerner.
Tutte le quattro leghe maggiori garantiscono l'esclusività territoriale agli affiliati, precludendo l'aggiunta di un'altra squadra nella stessa area senza il consenso della franchigia locale. Per esempio, per ottenere il consenso dei Baltimore Orioles, proprietario Peter Angelos, di installare una squadra MLB a Washington (che è a circa 56 km da Camden Yards), fu stretto un nuovo accordo per la spartizione dei proventi televisivi.
Alcune leghe, come la NFL, hanno forti restrizioni. La NFL proibisce ai gruppi multipli o alle aziende pubbliche di acquisire una franchigia. Inoltre è proibito ai proprietari di possedere un'altra squadra sportiva (eccetto per quelle di soccer e di arena football), di investire nei casinò e di essere coinvolti nelle operazioni legate al gioco d'azzardo.
Riguardo ai diritti territoriali, la preoccupazione principale per molte franchigie è la gestione delle entrate televisive. Poiché la NFL divide le entrate televisive egualmente tra tutte le squadre e la maggior parte delle squadre riesce a fatica riempire gli stadi, alcuni proprietari di franchigia non hanno difficoltà a dividere la loro zona con un altro team. Ad esempio nel 1996 i Washington Redskins non posero problemi ad un ritorno di una franchigia a Baltimora.

### Leghe rivali
Tutte le leghe maggiori hanno sconfitto almeno una lega rivale creata con l'intenzione di diventare grande come quella preesistente, spesso sottraendo giocatori di fama e collocando franchigie in città dove ne era presente già una. In molti casi, le leghe maggiori hanno assorbito le franchigie di maggior successo dalla fallita rivale.
- La National League di baseball resistette a tre prime sfide nel primo quarto di secolo di vita. La American Association iniziò l'attività nel 1882 approfittando di alcune debolezze della NL, tra cui mercati lasciati liberi, la proibizione di vendere la birra durante i giochi e i diritti di entrata esorbitanti per l'epoca. Fu un forte competitore per la NL per tutta la sua esistenza e suoi campioni, con quelli della NL competettero per diversi anni in un'informale World series. Quattro squadre della AA passarono alla NL e la lega finì nel 1891. Problemi di lavoro portarono alla formazione della Players League nella stagione 1890; essa attrasse un numero considerevole di campioni AA e NL, causandone significanti danni finanziari, ma mancando di ritorni finanziari consistenti, questa lega durò solo un anno. Le città abbandonate dalla NL nelle stagioni 1900 e 1901 diedero via all'American League in competizione diretta con la NL. La NL e la AL si riappacificarono del 1903; l'accordo diede avvio alla Major League Baseball. La MLB dovette opporsi alla sfida della Federal League nel 1914 ed ostacolare la nascita della Continental League agli inizi degli anni sessanta. Prima della fine della Seconda guerra mondiale, a causa di un accordo non scritto e delle politiche del commissioner Kenesaw Mountain Landis ostacolarono l'impiego dei giocatori afro-americani nella Major League Baseball, favorendo la nascita di diverse "Negro Leagues".
- La NBA, dopo aver vinto la sfida contro la American Basketball Association negli anni sessanta e settanta, assorbì quattro franchigie (Denver Nuggets, Indiana Pacers, New York Nets e San Antonio Spurs) nel 1976. Inoltre adottò diverse regole della ABA, tra cui quella del tiro da tre.
- La NFL ha sbaragliato tutte le rivali. Quattro (non legate tra loro) si chiamarono American Football League; l'l'ultima di queste esistette nel periodo 1960-1970, prima di fondersi con la NFL. Negli ultimi anni della AFL, venne raggiunta la parità con la NFL: le squadre AFL vinsero gli ultimi due dei quattro Super Bowl, e l'audience TV per le due leghe fu paragonabile. Un'altra forte rivale della NFL fu la All-America Football Conference del 1946-1949; tre delle sue sette squadre passarono nella NFL nel 1950. Altre leghe di football rivali furono la World Football League del 1974-1975, la United States Football League del 1982-1985, la Canadian Football League, che portò alcune franchigie in territorio statunitense nel 1993-1995 e la XFL del 2001. 13 franchigie attuali della NFL provengono da leghe rivali.
- Prima della sfida alla World Hockey Association, la NHL impedì alla Western Hockey League di raggiungere la parità con la NHL con una forte espansione nel 1967. Durante la sua esistenza, la WHA fu in grado di sfidare il dominio della NHL; la WHA inizialmente attrasse alcune star come Bobby Hull e Derek Sanderson nelle sue squadre, offrendo loro salari sostanziosi, molto più alti di quelli offerti dalle squadre NHL. Per competere, le squadre NHL si videro costrette ad aumentare i loro salari. Molte franchigie WHA si trovarono così in difficoltà finanziarie. Con la WHA di fronte al collasso, il presidente NHL John Ziegler negoziò una fusione tra leghe. Le quattro squadre più forti entrarono nella NHL: gli Edmonton Oilers, i Québec Nordiques (ora i Colorado Avalanche), i New England Whalers (in seguito i Hartford Whalers e ora i Carolina Hurricanes), e i Winnipeg Jets (ora i Phoenix Coyotes). Alcuni giocatori della WHA diventarono anche stelle della NHL dopo la fusione, tra cui Mark Messier, Wayne Gretzky, Mark Howe e Mike Liut.

### Crescita dei giovani
Le quattro leghe maggiori adottano differenti sistemi per la crescita dei giocatori giovani.
- La maggior parte dei giocatori MLB crescono nelle minor leagues. In passato, i prospetti venivano chiamati direttamente nelle high schools e poi assegnati alle leghe minori appropriate. Con la crescita del college baseball negli ultimi decenni, sempre più giocatori preferiscono giocare a livello di college, per poi rendersi disponibili al draft. Per un giovane giocatore uscito dal college arrivare direttamente alla MLB è tuttavia difficile, più spesso essi fanno la gavetta nelle leghe minori. I club della MLB reclutano inoltre molti giocatori dal campionato giapponese.
- I Colleges e le high schools producono la maggior parte dei talenti NBA, benché la regola dell'età minima hanno posto fine al reclutamento delle squadre NBA direttamente dalle scuole secondarie. La G League è la lega di sviluppo per la NBA, benché sempre più frequentemente le squadre NBA reclutano i talenti dall'Europa e dall'America Latina.
- Le leghe di football semi-pro e minori, come la Continental Football League fiorirono fin dagli anni cinquanta, ma oggi la fonte principale per i giocatori NFL è college football. Dal 1995 al 2007, come lega minore la NFL mantenne la NFL Europa, che era sorta con lo scopo di introdurre nei mercati europei il football americano. Le squadre NFL reclutano i giocatori anche dalle indoor leagues, e qualche volta firmano giocatori provenienti dalla Canadian Football League.
- Ogni squadra NHL ha un'affiliata nelle leghe minori del Nord America, come l'American Hockey League, la Central Hockey League o la ECHL. Per decenni, la via tradizionale della NHL fu attraverso le junior leagues e la Canadian Hockey League (CHL). Negli ultimi decenni, le squadre NHL hanno chiamato molti talenti dalle squadre europee, e un crescente numero di giovani prospetti esce dalla NCAA. Inoltre, gli USA hanno due leghe Juniores di hockey che forniscono molti giocatori NHL (alcuni dei quali via NCAA hockey), la USHL e la NAHL. Tutti i giocatori che firmano un contratto con una squadra NHL, indipendentemente dalla strada seguita, vengono inizialmente assegnati ad una affiliata delle leghe minori.

### Esposizione televisiva
Tutte le quattro leghe maggiori hanno avuto contratti televisivi con almeno una delle tre grandi reti televisive statunitensi (CBS, NBC, e ABC) fin dai primi anni di vita di questi networks, continuando oggi anche con la FOX. Le partite della stagione, oltre ad importanti eventi come l'all-star game, vengono spesso trasmessi in prima serata. Negli ultimi anni la televisione via cavo e via satellite hanno preso una grossa fetta della torta degli introiti televisivi. Tre delle quattro leghe maggiori hanno un canale dedicato solamente a loro. La NBA TV venne lanciata nel 1999, con a seguire NFL Network e NHL Network. La Major League Baseball ha annunciato la nascita per il suo network, ma successivamente venne lasciata cadere l'idea per far posto a una collaborazione con la FOX.
Comparando la quantità dei contratti televisivi, la NFL guadagna di più di tutte, seguono, rispettivamente, la NBA, la MLB e la NHL.

### Salario dei giocatori
La media annuale del salario dei giocatori delle quattro leghe è circa $2,9 miilioni nel 2004, sebbene i salari variano dal minimo di $300 000 per le riserve al massimo di $20 milioni per i campioni.
- I giocatori NBA, con 8 milioni di dollari, hanno la media più alta delle quattro leghe; tuttavia, le loro squadre hanno i rosters meno numerosi.
- La NFL ha i libri paga e il salary cap che eccedono i $100 milioni, ma a causa dei rosters numericamente più ampi rispetto alle tre leghe, fanno dei giocatori i meno pagati in media, con 1,3 milioni.
- Dopo il lockout della NHL, i giocatori hanno alzato il loro stipendio medio a 1.3 milioni.
- La MLB si trova a mezza via, con 2.5 milioni di dollari per giocatore.

### Dominio nei rispettivi sport
Un altro tratto comune delle quattro leghe è che sono le competizioni più importante nei rispettivi sport.
Nel mondo ci sono altre leghe prospere di hockey su ghiaccio, di baseball e di pallacanestro che sono in grado di sfidare il dominio delle controparti nordamericane. Major League Baseball sta attirando in misura maggiore campioni della Nippon Professional Baseball, le leghe europee di hockey su ghiaccio sono diventate la maggior fonte dei talenti per la NHL e la National Basketball Association recluta spesso i talenti dalle leghe d'Europa e dell'America Latina. Nel football il dominio della NFL è invece incontrastato.

#### Baseball, basket e hockey
La percepita mancanza di competizione dal resto del mondo ha contribuito alla controversa definizione da parte dei media statunitensi dei campioni della MLB, della NBA e della NFL come "campioni del mondo". I primi vincitori della Stanley Cup erano chiamati "campioni del mondo", ma questa pratica cadde nella seconda metà del Novecento. La Federazione internazionale di Hockey su ghiaccio ha proposto un campionato mondiale tra le vincitrici della Stanley Cup e i campioni della European Hockey League.
Siccome la popolarità del basket e del baseball sta crescendo anche al di fuori del Nord America, si è ventilato l'idea di portare alcune franchigie negli altri mercati. Uno degli svantaggi di portare franchigie all'estero è che gli sport in questione hanno molta popolarità in paesi poveri, i quali non sarebbero in grado di dare sostegno finanziario a delle franchigie sportive. L'unica eccezione è la popolarità del baseball in Giappone dove c'è già una lega ben sviluppata. Per la popolarità del hockey in alcune delle parti più prospere dell'Europa, molti credono che la lega con le più alte possibilità di successo fuori dal Nord America sarebbe la NHL. Ciò ha portato alla discussione su possibili franchigie europee nella NHL, sebbene gli organi ufficiali hanno ripetuto che non c'erano piani per creare una divisione europea. Sfide tra europei e nordamericani ebbero luogo tra gli anni settanta e ottanta quando si scontravano le squadre sovietiche e quelle della NHL in partite d'esibizione. Leghe professionistiche in Svezia, Finlandia, Germania, Austria e Svizzera hanno giocatori talentuosi, ma i più alti salari offerti dalle squadre NHL ne hanno sottratto una parte considerevole. Significativamente, l'hockey su ghiaccio è uno sport popolare in paesi con redditti non molto alti (Russia, Repubblica Ceca, Slovacchia, Bielorussia, Kazakhistan), o con pochi abitanti (Svizzera, Finlandia) o entrambe le cose (Lettonia). Nei paesi più grandi e popolosi d'Europa, come la Francia, l'Italia e il Regno Unito, l'hockey non è uno sport maggiore. La Germania è in parte un'eccezione, con un campionato di hockey di alto livello; tuttavia non è in questo paese uno degli sport più popolari.
Come menzionato, la federazione internazionale di hockey su ghiaccio ha proposto, invece di installare franchigie NHL in Europa, un campionato mondiale da svolgersi tra le vincitrici della Stanley Cup della European Hockey League. La posizione della NHL su questa proposta non è ancora chiara, ma molti credono che il sindacato dei giocatori veda di cattivo occhio l'idea.
Recentemente si sono intensificate discussioni di portare franchigie NBA in Europa. Per ragioni logistiche sarebbe necessario avere due, quattro o più franchigie in Europa, in modo che le squadre nordamericane possano giocare più partite in un'unica trasferta. Città prese in considerazione per questa espansione sono Londra, Parigi, Barcellona, Madrid, Colonia, Berlino, Roma e Mosca. Sebbene David Stern e Michael Jordan siano tra coloro che hanno appoggiato l'idea, la presenza NBA in Europa si sta facendo sempre meno probabile, almeno per il prossimo futuro, dato il forte spirito collaborativo tra la NBA e l'ULEB. Nel 2005, le due organizzazioni hanno trovato un accordo sulla NBA Europe Live Tour, una competizione estiva in cui squadre NBA giocano con i più forti club europei.
Infine, un grosso ostacolo per qualsiasi tentativo di stanziare una franchigia NBA o NHL in Europa è che il calcio si trova in posizione di gran lunga dominante rispetto agli altri sport. Poche arene europee sarebbero in grado di ospitare una franchigia NBA e/o NHL.

#### Football
La NFL ha la minore visibilità internazionale delle quattro leghe maggiori. Tuttavia resta pur sempre lo sport più popolare negli Stati Uniti. Negli anni cinquanta e sessanta, alcune squadre della NFL giocavano contro quelle della CFL in una sorta di "American Bowl". La NFL ha tentato di promuovere il suo gioco nel mondo con alcune esibizioni in Messico, Europa, Australia e Giappone e con l'esperienza della NFL Europa, terminata nel 2007. Dal 2005, la NFL ha iniziato a tenere una partita di regular season fuori dagli Stati Uniti. Nel 2005 la partita si tenne a città del Messico tra i San Francisco 49ers e gli Arizona Cardinals; all'Estadio Azteca, ci furono 130.000 spettatori.. Fece seguito la partita nel 2007 al New Wembley Stadium a Londra. Un altro match di regular season ci fu nel 2008 sempre a Wembley e ci sono piani per giocare 17 partite fuori dagli USA.
La NFL ha un accordo con la Canadian Football League (CFL). Ci sono state speculazione su un possibile insediamento di una franchigia a Toronto, per bilanciare un'eventuale nuova squadra di Los Angeles. Nonostante ciò, le prospettive di franchigie NFL fuori dagli Stati Uniti nel prossimo futuro sono scarse, anche perché proprio a Toronto esiste già una squadra CFL: i Toronto Argonauts.
Nell'ottobre 2007, Ralph Wilson, il proprietario dei Buffalo Bills, fece una proposta formale ai suoi soci di far giocare ogni anno una partita di preseason e una di regular season a Toronto, che si trova a soli 145 chilometri di distanza da Buffalo. I Bills contano attualmente circa 15.000 fan canadesi per partita, e Wilson vede Toronto come mercato potenziale per la sua squadra.. La lega ha approvato il piano e ha annunciato nel febbraio 2008 che i Bills potevano giocare una partita di regular season a Toronto dal 2008 al 2012.

#### Calcio
Benché rimanga il meno seguito degli sport maggiori nel Nord America, il calcio ha il beneficio di avere il maggior seguito nel mondo. Le squadre MLS hanno iniziato a trarre profitto dalla loro attività per la prima volta nella storia del calcio statunitense e la presenza sugli spalti è maggiore di quella prevista negli anni novanta. L'introduzione di stadi specifici per il calcio e maggiori controlli fiscali sono elementi essenziali per un'eventuale formazione della Superlega nordamericana e per l'invito per le squadre del nordamerica a disputare la Copa sudamericana. La nuova CONCACAF Champions League può diventare la linfa vitale per le squadre statunitensi e canadesi negli anni futuri, poiché offrirà una chance di giocare contro le più quotate squadre europee e sudamericane nella FIFA Club World Cup.